# Starîi Maidan, Cervonoarmiisk
Starîi Maidan (în ucraineană Старий Майдан) este localitatea de reședință a comunei Starîi Maidan din raionul Cervonoarmiisk, regiunea Jîtomîr, Ucraina.

## Demografie
Componența lingvistică a localității Starîi Maidan
     Ucraineană (98,51%)
     Alte limbi (1,33%)
Conform recensământului din 2001, majoritatea populației localității Starîi Maidan era vorbitoare de ucraineană (98,51%), existând în minoritate și vorbitori de alte limbi.